# L'addio della Slava
L'addio della Slava (in russo Прощание Славянки?, Proščanie Slavjanki) è una marcia patriottica russa scritta dal compositore Vasilij Ivanovič Agapkin in onore della moglie bulgara il cui marito parte per il fronte per la prima guerra balcanica.
Nel corso degli anni diventa simbolo della partenza della guerra, del servizio militare o di un lungo viaggio. All'estero è una delle canzoni che più facilmente riconducono all'Impero russo, all'Unione Sovietica e alla Federazione Russa.
La canzone ha accresciuto la sua popolarità in Russia e nei Paesi vicini durante la prima guerra mondiale quando i soldati russi lasciavano le loro abitazioni per recarsi al fronte.
Nel corso degli anni diversi compositori russi e polacchi hanno tentato di scrivere testi per questa musica.
Negli anni '90 il Partito Democratico Unificato Russo Jabloko ha tentato senza successo di utilizzare questa canzone come Inno della Federazione Russa.

## Testo
| Versione di Andrej Mingalëv del 1997 | Versione di Vladimir Lazarev del 1984 | Versione del Coro dell'Armata Rossa del 1967 |
| --- | --- | --- |
| Встань за Веру, Русская Земля! Много песен мы в сердце сложили, Воспевая родные поля. Беззаветно тебя мы любили, Святорусская наша земля. Высоко ты главу поднимала - Словно солнце твой лик воссиял. Но ты жертвою подлости стала - Тех, кто предал тебя и продал! ПРИПЕВ: И снова в поход! Труба нас зовет! Мы вновь встанем в строй И все пойдем в священный бой. Встань за Веру, Русская Земля! Ждет победы России святыня. Отзовись, православная рать! Где Илья твой и где твой Добрыня? Сыновей кличет Родина-мать. ПРИПЕВ. Все мы - дети великой Державы, Все мы помним заветы отцов Ради Знамени, Чести и Славы Не жалей ни себя, ни врагов. Встань, Россия, из рабского плена, Дух победы звоет: в бой, пора! Подними боевые знамена Ради Правды, Красы и Добра! ПРИПЕВ. | Наступает минута прощания, Ты глядишь мне тревожно в глаза, И ловлю я родное дыхание, А вдали уже дышит гроза. Дрогнул воздух туманный и синий, И тревога коснулась висков, И зовёт нас на подвиг Россия, Веет ветром от шага полков. Прощай, отчий край, Ты нас вспоминай, Прощай, милый взгляд, Прости-прощай, прости-прощай… Летят-летят года, Уходят во мглу поезда, А в них — солдаты. И в небе тёмном Горит солдатская звезда. А в них — солдаты. И в небе тёмном Горит солдатская звезда. (Припев) Лес да степь, да в степи полустанки. Свет вечерней и новой зари — Не забудь же прощанье Славянки, Сокровенно в душе повтори! Нет, не будет душа безучастна — Справедливости светят огни… За любовь, за великое братство Отдавали мы жизни свои. (Припев) Летят-летят года, А песня — ты с нами всегда: Тебя мы помним, И в небе тёмном Горит солдатская звезда. (Припев) | Этот марш не смолкал на перронах когда враг заслонял горизонт. С ним отцов наших в дымных вагонах Поезда увозили на фронт. Он Москву отстоял в сорок первом, В сорок пятом шагал на Берлин, Он солдатом прошел до Победы По дорогам нелегких годин. И если в поход Страна позовет За край наш родной Мы все пойдем в священный бой! И если в поход Страна позовет За край наш родной Мы все пойдем в священный бой! Шумят в полях хлеба. Шагает Отчизна моя К высотам счастья, Сквозь все ненастья - Дорогой мира и труда. К высотам счастья, Сквозь все ненастья - Дорогой мира и труда. И если в поход Страна позовет За край наш родной Мы все пойдем в священный бой! И если в поход Страна позовет За край наш родной Мы все пойдем в священный бой! |

Fonte: